# 全氟甲苯
全氟甲苯，又称八氟甲苯，是一种碳氟化合物，亦称全氟化合物。碳氟化合物及其衍生物可以用作氟碳聚合物、制冷剂、溶剂和麻醉药。
更确切地说，全氟甲苯属于全氟代烃。全氟代烃是一种全氟芳香化合物，它们跟其他碳氟化合物一样，只含有碳原子和氟原子，但不同的是，它们也含有芳香环。其他例子包括六氟苯和八氟萘。全氟甲苯经常用作工业试剂。在镍或铁催化剂存在下将全氟甲基环己烷加热至500 °C脱氟，可以制备全氟甲苯。